# ماركوس هانسون
ماركوس هانسون (بالسويدية: Marcus Hansson)‏ (12 فبراير 1990 بالسويد - ) هو لاعب كرة قدم سويدي في مركز الوسط. شارك مع منتخب السويد تحت 17 سنة لكرة القدم ومنتخب السويد تحت 19 سنة لكرة القدم ومنتخب السويد تحت 21 سنة لكرة القدم. أما مع النوادي، فقد لعب مع ترومسو إيدريتسلاغ وغيفلي ونادي يورغوردينس وBrynäs IF Fotboll ‏ وFalu FK ‏.

## وصلات خارجية
- ماركوس هانسون على موقع اتحاد السويد (السويدية)
- ماركوس هانسون على موقع قاعدة بيانات كرة القدم.إي يو (الإنجليزية)
- ماركوس هانسون على موقع Soccerway.com (الإنجليزية)